# Saison 1985-1986 du Paris Saint-Germain
 (juin 2019).
Maillots
Chronologie
Saison précédente Saison suivante
La saison 1985-1986 du Paris Saint-Germain est la 16e saison de son histoire et la 13e en première division.
Cette saison, le Paris Saint-Germain remporte le premier Championnat de France de son histoire.

## Compétitions

### Championnat
La saison 1985-1986 de Division 1 est la quarante-huitième édition du Championnat de France de football. La division oppose vingt clubs en une série de trente-huit rencontres. Les meilleurs de ce championnat se qualifient pour les coupes d'Europe que sont la Coupe des clubs champions européens (le vainqueur), la Coupe UEFA (les trois suivants) et la Coupe des vainqueurs de coupe (le vainqueur de la Coupe de France). Le Paris Saint-Germain participe à cette compétition pour la treizième fois de son histoire et la douzième fois de suite depuis la saison 1974-1975.

#### Classement final
Le Paris Saint-Germain est sacré champion de France avec 23 victoires, 10 matchs nuls et 5 défaites. Une victoire rapportant deux points et un match nul un point, le PSG totalise donc 56 points. Avec 66 buts marqués, le PSG est la meilleure attaque du championnat et avec ses 33 buts encaissés, le club parisien a aussi la deuxième meilleure défense. Autre fait notable, le PSG parvient à rester invaincu pendant 26 matchs.

### Coupe de France
La Coupe de France 1985-1986 est la 69e édition de la Coupe de France, une compétition à élimination directe mettant aux prises tous les clubs de football amateurs et professionnels à travers la France métropolitaine et les DOM-TOM. Elle est organisée par la FFF et ses ligues régionales.
Ce sont les Girondins de Bordeaux qui remporteront cette édition de la Coupe de France en battant sur le score de deux buts à un (après prolongation) l'Olympique de Marseille.